# Incendie de l'usine Kentex
 (février 2017).
Si vous disposez d'ouvrages ou d'articles de référence ou si vous connaissez des sites web de qualité traitant du thème abordé ici, merci de compléter l'article en donnant les références utiles à sa vérifiabilité et en les liant à la section « Notes et références ».
Le 13 mai 2015, un incendie a éclaté dans l'usine Kentex à Valenzuela aux Philippines. Soixante-quatorze personnes furent tuées, ce qui fait de cet incendie le troisième plus meurtrier aux Philippines après l'incendie de l'Ozone Disco Club en 1996 et celui du Manor Hotel à Quezon en 2001, qui ont causé la mort de 162 et 75 personnes respectivement.

## L'incendie
Kentex est un petit fabricant de chaussures en caoutchouc situé à Valenzuela, une banlieue du nord de Manille, aux Philippines,. De nombreuses entreprises de ce type sont implantées dans cette zone pauvre de la ville.
Le 13 mai 2015, un incendie éclate lorsque des étincelles produites par un travail de soudure enflamment des produits chimiques stockés à proximité de l'entrée de l'usine. Il est possible, bien que non confirmé, que la soudure ait été effectuée sur les portes de l'une des entrées principales du bâtiment. Une épaisse fumée noire engloutit le bâtiment, produit de la combustion du caoutchouc et des produits chimiques. Le feu se propage rapidement et peu de gens parviennent à s'échapper. Incapables de sortir, les travailleurs pris au piège montent au deuxième étage et tentent d'appeler leurs proches à l'aide.
Il a fallu cinq heures aux pompiers pour contrôler l'incendie. Le feu a rendu le bâtiment instable, retardant la récupération des corps le temps que les ingénieurs puissent sécuriser le bâtiment.

## Conséquences politiques et judiciaires
Au moins 74 personnes furent tuées dans l'incendie, la plupart de suffocation. De nombreux corps étaient gravement brûlés, réduits parfois à l'état de crânes et d'os. Tous les corps, à part un, furent retrouvés au deuxième étage de l'usine. La mairie du Barangay Maysan a dû être temporairement transformée en morgue pour stocker les corps.
Le 14 mai, le responsable des pompiers, Mel Jose Lagan, et l'inspecteur en chef Ed-Groover Oculam sont suspendus de leurs fonctions le temps que les autorités enquêtent sur une possible négligence. Avant cette annonce, Lagan avait fermement affirmé que les pompiers locaux n'avaient fait preuve d'aucune négligence. Alors que l'unité responsable des enquêtes sur les incendies volontaires allait examiner comment les victimes avaient pu rester enfermées à l'intérieur, il affirmait que le bâtiment comportait suffisamment de sorties.
Des survivants de l'incendie ont affirmé que les conditions de travail à l'intérieur de l'usine étaient proches de celle d'un atelier de misère, et ont blâmé le nombre élevé de victimes sur les barreaux fixés aux fenêtres. D'après les familles des victimes et la Trade Union Congress of the Philippines, les employés étaient payés bien en-dessous du salaire minimum et travaillaient entourés d'odeurs insoutenables. Le salaire dépendant du nombre de chaussures produites, il pouvait parfois être aussi bas que 300 pesos (6.70 dollars américains) par journée de travail de douze heures (le salaire minimum étant de 481 pesos). D'après d'autres survivants, l'entreprise ne respectait pas ses engagements en matière de sécurité sociale et d'assurance santé. Un travailleur ayant réussi à s'échapper du premier étage de l'usine a dit : « Ils appelaient à l'aide, accrochés aux barreaux. Lorsque nous n'avons plus vu leurs mains, nous savions qu'ils étaient morts... ils sont morts parce qu'ils étaient coincés au deuxième étage ».[réf. nécessaire] D'après un autre survivant : « Nous courrions sans savoir vraiment où nous allions... si les gens avaient su quoi faire, les choses auraient été différentes ».[réf. nécessaire]
Le chef de la police nationale en exercice, Leonardo Espina, a assuré qu'« il y aura forcément des poursuites en justice »[réf. nécessaire], ajoutant qu'il s'agissait uniquement de déterminer l'origine de la négligence. Le secrétaire de l'Intérieur Mar Roxas a promis que justice serait faite, ajoutant que la cause apparente du sinistre (la soudure a proximité de matériaux inflammables) et le nombre insuffisant de sorties l'avaient mis en colère. Les travailleurs de l'usine n'avaient apparemment reçu aucune formation en sécurité. Les premières conclusions de l'enquête ont déterminé que l'usine n'était pas équipée d'extincteurs automatiques à eau et que le bâtiment était surpeuplé durant les heures de travail. En outre, une part importante des salariés avaient été recrutés par un sous-traitant illégal.
En septembre 2014, un rapport du gouvernement avait déterminé que Kentex respectait les normes en matière de sécurité. D'après le ministère du Travail, l'entreprise disposait d'un comité sur la sécurité bien établi.
Le 17 mai, le soudeur responsable du déclenchement de l'incendie a demandé la protection de la police à cause de menaces de mort. Il a déclaré qu'il travaillait sur la porte à enroulement qui servait normalement à réceptionner les livraisons, notamment les produits chimiques inflammables. Lesdits produits, stockés à proximité du point de livraison, ont pris feu à cause d'une étincelle.
Le même jour, la secrétaire du Travail Rosalinda Baldoz annonce la mise en examen probable des propriétaires de Kentex la semaine suivante. D'après Mar Roxas, les inspecteurs qui avaient précédemment validé la sécurité contre les incendies de l'usine risquent également une enquête.
Début mars 2016, le bureau de l'ombudsman ordonne le renvoi du maire de Valenzuela, Rex Gatchalian, et de six autres officiels des services de la ville et des pompiers pour faute grave et négligence grave en rapport avec l'incendie. L'ombudsman a déclaré que Gatchalian, Padayao, Carreon et Avendan étaient coupables d'avoir délivré des permis d'entreprise à Kentex Manufactoring Corp. en 2015 malgré son compte en souffrance. De son côté, Gatchalian a aussitôt obtenu une mesure d'éloignement temporaire de la part de la cour d'appel à l'encontre de l'ombudsman, ajoutant que si l'ordre de renvoi était confirmé, cela aurait un effet dévastateur sur les maires de zones hautement urbanisées qui délivrent des permis d'entreprise temporaires.